# Municipio de Oquitoa
El municipio de Oquitoa es un municipio del estado de Sonora.

## Toponimia
El origen del topónimo Oquitoa proviene del idioma pápago que significa "la mujer blanca".

## Geografía
El municipio de Oquitoa cuenta con una extensión territorial de 636.64 km², se encuentra ubicado en las coordenadas 30°44′30.4″N 111°44′4.5″O / 30.741778, -111.734583 colinda con al norte con Altar y Tubutama, al sur con Trincheras, al este con Atil y Tubutama y al oeste con Altar.

## Clima
El municipio de Oquitoa cuenta con un clima muy seco cálido, BWhw(x)(e), con una temperatura media máxima mensual de 31.6 °C en los meses de junio a agosto y una temperatura media mínima mensual de 12.7 °C; la temperatura media anual es de 21.8 °C. El régimen de lluvias se presenta en los meses de julio y agosto, con una precipitación media anual de 278.2 milímetros. 

## Población
La población registrada en el censo de población y vivienda de 2010 realizada por el INEGI fue de 443 habitantes de los cuales 218 son hombres y 225 son mujeres.

### Principales asentamientos
| Nombre  | Tipo   | Código Postal |
| ------- | ------ | ------------- |
| Oquitoa | Pueblo | 83840         |

## Economía
Las principales actividades económicas son la agricultura y la ganadería.